# 브라질 문학
다음은 브라질 문학에 관한 설명이다.
라틴아메리카의 문학은 에스파냐어계 라틴아메리카 문학과 포르투갈어계 라틴아메리카 문학으로 구분된다. 그리고 라틴아메리카에서는 브라질 문학만이 포르투갈어계 라틴아메리카 문학에 속한다.
브라질은 1500년 포르투갈의 항해가 페드도 알바레스 카브랄에 의해 발견되었던 정치적 환경으로 인해서 문학도 포르투갈 문학의 영향이 현저하게 나타나 있다. 그 때문에 19세기에 낭만주의가 대두하기까지의 3세기에 걸친 식민지시대는 문학적 가치보다 사료적 가치를 갖는 작품이 많다.
브라질 문학의 선구자는 에스파냐 사람으로 브라질에 40여 년 살았으며, 브라질의 사도(使徒)라 불리는 예수회파 선교사 조세 데 안셰타로서 종교적으로 소박한 시를 남기고 있다. 그리고 16세기말에는 페르나페르난브콘브코주(州)에 문인(文人) 그룹이 생겼다. 이것을 페르난브코파(派)라고 부르나, 시인 벤토 테이세이라 핀토(1540-1618)의 이름을 들 수 있을 뿐이다. 17세기에 들어와서는 문학의 중심이 바이아이아주(州)로 옮겨졌다. 이들은 바이아이아파(派)라고 불리는데, 시에는 그레고리오 데 마토스(1633-1696)가 우수한 풍자시(諷刺詩)를, 보테료 데 올리베이라(1636-1711)가 에스파냐의 공고라(Gongora) 시풍을 강하게 받은 소네트를 썼다. 그 뒤 문학운동은 미나스 제라에스주(州)를 중심으로 번성하였다. 그리고 미나스파(派) 중에서 특히 산타 리타 두라웅(1722-1784)의 애국적 시편 <카라무루>(1781) 등 2편의 시가 이채를 발한다.
19세기에 들어서서 1822년 브라질이 정치적으로 포르투갈로부터 독립되었을 때 문학도 독립되었다고 할 수 있다. 환언하면 그때까지의 ‘브라질에 관한 문학’ ‘브라질에 있어서의 문학’에서 ‘브라질 국민문학’으로 변전(變轉)해 간 것이다. 이 시대를 낭만주의시대(1808-1868)라 하고, 그 중심지는 주로 리우 데 자네이루와 상 파울루가 되었다. 브라질의 낭만파 운동은 시인 곤살베스 데 마갈량이스(1811-1882)를 그 효시(嚆矢)로 삼는다. 대표작 <시(詩)의 한숨>(1836)은 브라질에 낭만주의를 가져오게 하였다. 낭만파의 대표적 시인은 곤살베스 디아스(1823-1864), 소설에선 조세 데 알렌카르(1829-1877)로서 모두 브라질 원주민(인디오)를 찬양하였다. 특히 디아스는 ‘원주민주의(原住民主義＝Indionism)’를 개척하여 국민문학의 진정한 창시자가 되었고, 원주민의 생활·신앙·풍속 등을 노래한 혼혈시인으로서 사랑을 받았다. 알렌카르의 대표작인 <과라니>(1857)는 원주민의 역사시(歷史詩)라고도 할 대작이다.
19세기 후반에 들어와서는 유럽 자연주의의 영향으로 브라질도 자연주의시대를 맞이하였다. 시에서는 브라질의 풍경을 찬미한 알베르토 데 올리베이라(1857-1937), 아름다운 시작으로 알려진 올라보 빌라크(1865-1918), 세련된 시를 쓰던 라이문드 코레이아(1860-1911) 등이 유명하며, 소설로는 혼혈의 문호(文豪) 마샤도 데 아시스(1839-1908)가 가장 뛰어나 있어 그 대표작은 어느 죽은 자의 고백 <브라스 쿠바스의 회상>(1881)이며 그 밖에 많은 우수한 단편을 남겼다. 그는 또한 브라질의 ‘문학 아카데미’ 창시자의 한 사람으로 초대 회장이 되었다.
그 밖에 예리한 관찰과 아름다운 문체의 알로이지오 아제베도(1858-1913)는 <혼혈아>(1881)로, 줄리오 리베이로(1845-1890)는 <육욕(肉慾)>(1888)으로 이름이 나 있다. 그러나 19세기 말에 들어와서는 자연주의의 지나친 객관성 중시(重視)에 대한 반동으로 문학운동이 프랑스 영향을 받아 상징주의를 낳게 하였다.
시에서는 불우한 흑인시인 크루스 이 소자(1861-1898), 알폰수스 데 기마라엔스(1870-1921), 소설에선 <오지(奧地)>(1896)의 작가 코에료 네토(1864-1934), <가나안>(1902)의 작자 그라사 아라냐(1868-1931), <포리카르포 쿠아레즈마의 슬픈 최후>의 작자 리마 바레토(1881-1922), 사실파의 작가로 <오지(奧地)>(1902)의 작자 에우클리데스 다 쿠냐(1866-1909) 등이 주목의 대상이 되어 있다. 그러나 1922년, 상 파울루에서 개최되었던 ‘현대예술주간’을 계기로 하여 모더니즘의 시대가 시작되었다.
그 가장 대표적인 시인은 마누엘 반데이라(1886-1968)로서 <방종(放縱)>(1930), <샛별>(1936) 등의 작품이 있다. 이 시기에, 전술한 쿠냐의 <오지(奧地)> 영향을 받아 조제 아메리코 데 아르메이다(1887-?)의 <사탕수수의 지게미 창고>(1928)와 여류작가 라케르 데 케이로스(1910- )에 의해 시작된 북동부지방을 무대로 지방주의 문학이 번성하였다.
그 내용인즉 바이아 출신으로 <카카오>(1933), <무한(無限)의 토지>(1942)의 작자 조르제 아마도(1912- ), <제당공장의 소년>(1932)의 작자 조세 린스 데 레고(1901-1957), <무미건조(無味乾燥)한 생활>(1938)등 비참한 사건을 묘사한 북동부문학(北東部文學)에 대해 시적으로 서정미와 젊음이 넘치는 소설을 쓴 남대하주(南大河州) 출신의 에리코 베리시모(1905-1975)는 <들의 백합꽃을 보라>(1938), 3부작 <때와 바람>(1948)을 발표했다. 도회를 무대로 한 대하소설(大河小說)<부르주아의 비극>(1937)을 쓴 오타비오 데 파리아(1908- )도 유명하다. 그 밖에 <죽은 소녀>(1954)의 작자 코르네리오 페나(1896-1958), 미나스주(州) 출신으로 <사라가나>(1946)를 지은 기마랑이스 로자(1908-1967) 등이 있다.

## 같이 보기
- 라틴아메리카 문학
- 포르투갈 문학